# 在日ヨルダン人
在日ヨルダン人（ざいにちヨルダンじん、アラビア語: أردنيون في اليابان）は、日本に一定期間在住するヨルダン国籍の人々である。

## 統計
日本の法務省の在留外国人統計によると、2018年6月末時点で在日ヨルダン人は179人である。
在留資格別（3位まで）
| 順位 | 在留資格                 | 人数 |
| ---- | ------------------------ | ---- |
| 1    | 永住者                   | 47   |
| 2    | 留学                     | 32   |
| 3    | 技術・人文知識・国際業務 | 30   |

都道府県別（3位まで）
| 順位 | 都道府県 | 人数 |
| ---- | -------- | ---- |
| 1    | 愛知     | 31   |
| 2    | 東京     | 29   |
| 3    | 千葉     | 22   |

## 著名人
- ラーイヤ・ビント・アル＝フセイン